# Solný důl Wieliczka
Solný důl Wieliczka (polsky Kopalnia soli Wieliczka) se nachází pod městem Wieliczka poblíž Krakova v Malopolském vojvodství. Důl náleží do západní části podkarpatských solných ložisek, jejichž stáří se odhaduje na cca 15 milionů let. Ložisko vzniklo v období miocénu, v bádenském věku, při zániku miocenního moře, které se stalo uzavřeným mořem s vysokým stupněm salinity.
Důl byl v provozu nepřetržitě od 13. století až do 30. června 1996. K ukončení průmyslové těžby soli došlo z několika důvodů. Především to byly a jsou nízké světové ceny soli získávané z mořské vody jejím odpařováním a čištěním, vážný, přímo katastrofický průnik sladké vody do prostoru dolu v r. 1992, uchování historického významu dolu Wieliczka pro další generace a také vlastní vysoké náklady na zabezpečení dolu a těžbu soli. Důl patří k nejstarším světovým solným dolům vůbec (úplně nejstarší šachta byla otevřena v r. 1248 v nedalekém dole Bochnia) a je zapsán na Seznamu světového dědictví UNESCO. 
Z devátého podzemního patra dolu, v hloubce 327 m, se z bezpečnostních důvodů – udržování stálé hladiny solanky v dolu a zabránění zaplavení dolu – neustále odčerpává solanka. Z té se na povrchu v solivaru získává ročně cca 10–16 tis. tun soli.

## Přehled
Důl je 327 m hluboký. Celková délka chodeb dosahuje 300 km, přičemž veřejnosti jsou zpřístupněna přibližně 2 % z celkové délky chodeb. Všechny chodby se rozprostírají celkem na devíti úrovních, které jsou propojeny velkými komorami, speciálními tunely či šachtami a výtahy. V současnosti je solné ložisko Wieliczka asi 10 km dlouhé, 600–1500 m široké a od 50 do cca 357 m vysoké – silné.
Turisté si zde mohou prohlédnout až 3,5 km dlouhou trasu, která zahrnuje prohlídku soch historických i mytických postav, vytvořených z kamenné soli. Kromě skutečného a vědeckého vysvětlení vzniku rozsáhlých solných ložisek je návštěvníkům přiblížena také pověst o vzniku dolu, spojená se středověkými panovníky polskými a uherskými.
Za pozornost stojí také klenuté síně, kaple, podzemní jezero a výstava, přibližující historii těžby soli. Důl tak bývá nazýván také „polskou solnou katedrálou“.[zdroj?]
Během uplynulých staletí důl navštívila řada slavných osobností, mezi něž se řadí Mikuláš Koperník, Johann Wolfgang von Goethe, Alexander von Humboldt, Dmitrij Ivanovič Mendělejev, Bolesław Prus, Ignacy Jan Paderewski, Robert Baden-Powell, Jacob Bronowski (který natočil části filmu Vzestup člověka), Karol Wojtyła (pozdější papež Jan Pavel II.), bývalý prezident USA Bill Clinton a mnozí další.
Během druhé světové války byl důl využíván Němci pro válečnou výrobu za pomoci polských židů. Výroba se ale naplno nerozjela a vězni byli odvezeni do KT. 
Respekt vzbuzující, starobylý, labyrintu podobný solný důl se stal Bolesławu Prusovi inspirací k labyrintovým scénám jeho románu Faraón.
V roce 1978 byl solný důl Wieliczka zařazen na seznam světového kulturního dědictví UNESCO jako jedna z vůbec prvních památek v zemi. Roku 2013 byl k Wieliczce přiřazen i solný důl Bochnia. Stal se významnou turistickou atrakcí – navštěvují jej výpravy z mnoha zemí (v současné době si důl prohlédne více než milion návštěvníků ročně), takže se prohlídky konají v několika jazycích. Kromě známé turistické trasy, která se nachází 64–135 m pod povrchem, se zde konají i výpravy geologické pro odborníky z oblasti mineralogie a těžby, ani ty však nezacházejí do nejhlubších pater dolu.

## Galerie

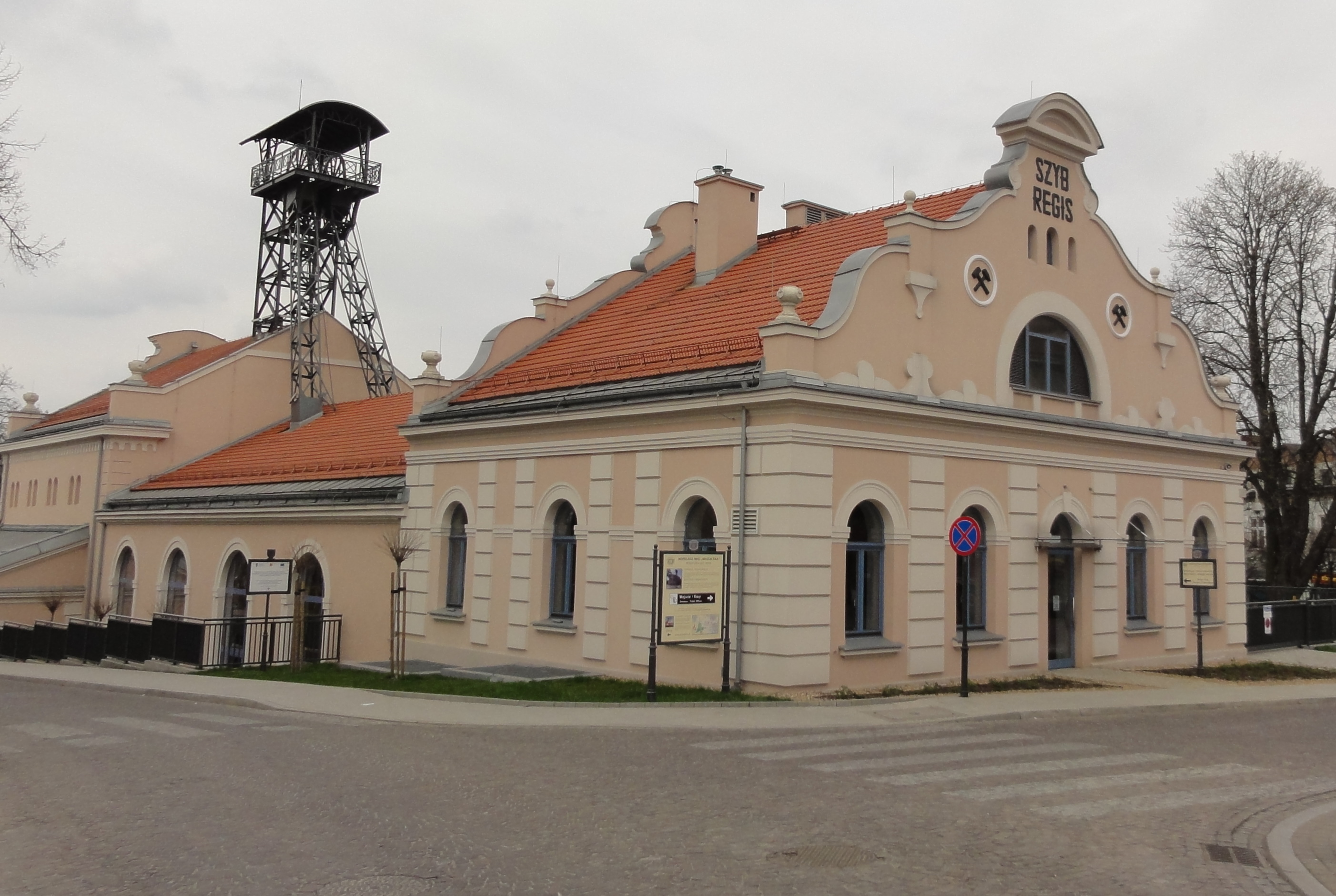
Pohled na důl
Koláž dolu ve Wieliczke
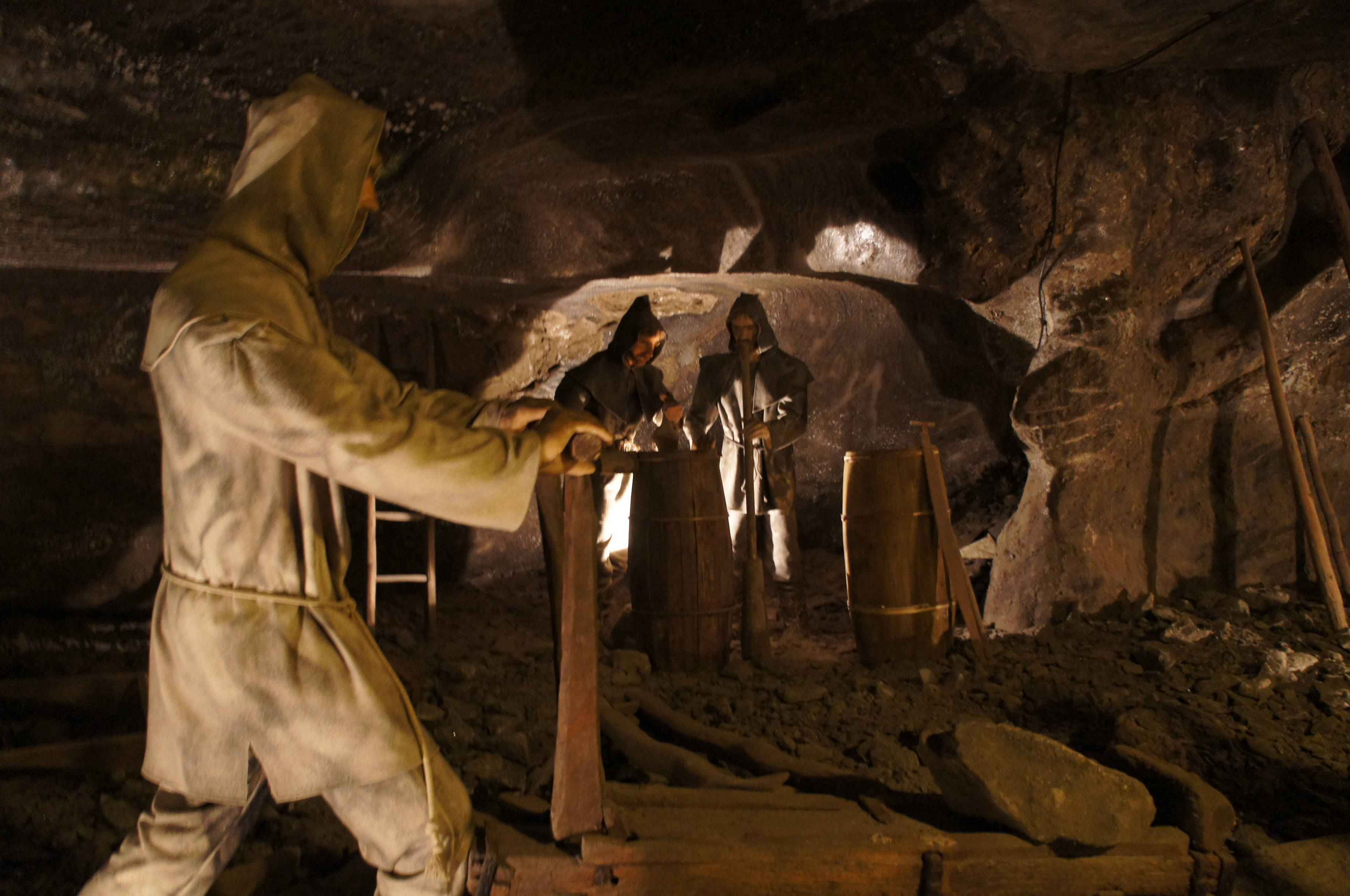
Historický pohled na těžbu
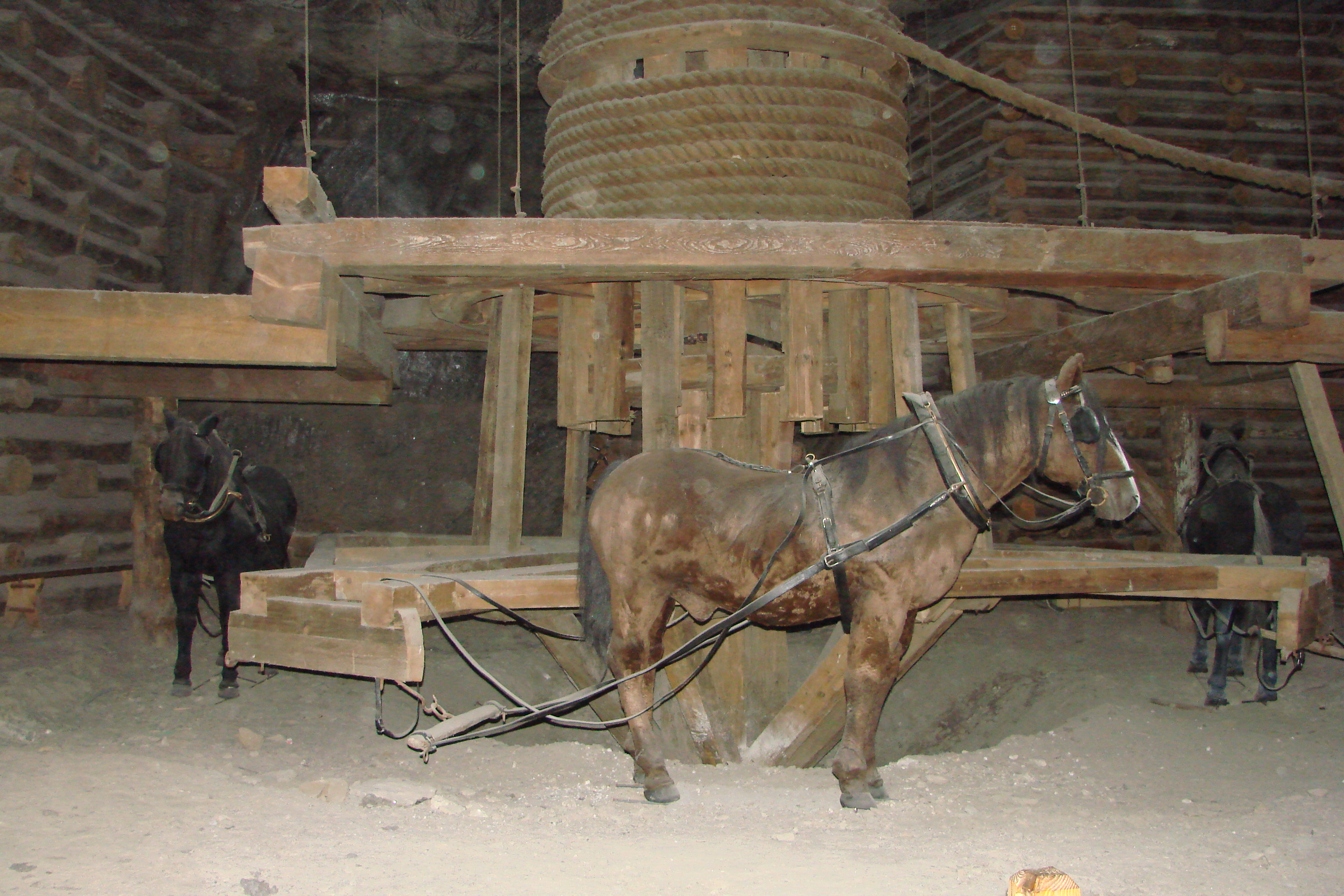
Žentour v dole
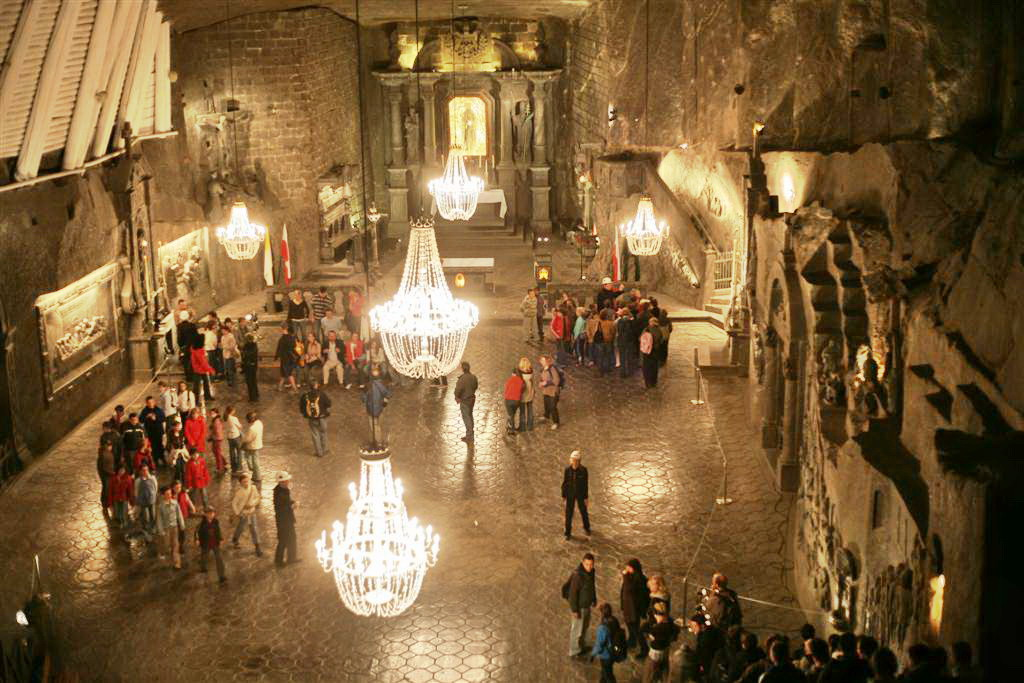
Turisté v dolu
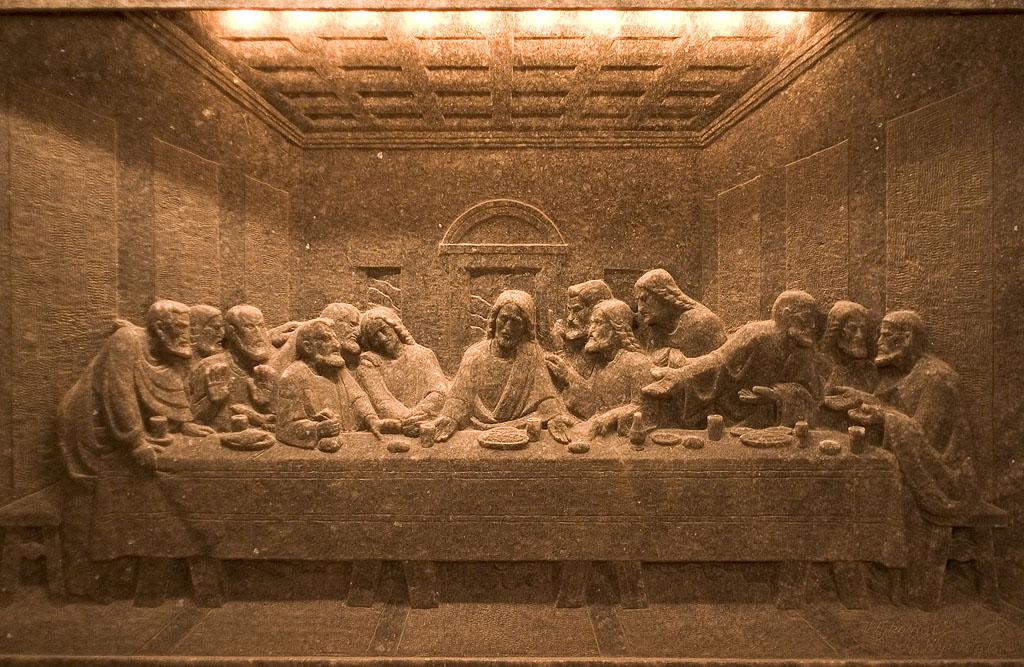
Vlys inspirovaný obrazem Leonarda da Vinciho Poslední večeře